# 路易斯–麥克喬德聯合基地
路易斯–麥克喬德聯合基地 （英語：Joint Base Lewis–McChord，JBLM）是美國位於華盛頓州塔科馬的聯合基地，由路易斯堡和麥克喬德空軍基地在2010年合併而成，主要部隊有美國陸軍第一軍與美國空軍第62空運聯隊。